# كريستينا برينكوفا
كريستينا برينكوفا (المعروفة أيضًا باسم كريستينا برينك) (22 أكتوبر 1911 - 20 نوفمبر 2009)، كانت كاتبة سلوفينية الأصل وشاعرة ومترجمة ومحررة. وهي مؤلفة معروفة لكتب الأطفال. بالإضافة إلى كتب الأطفال التي كتبتها، قامت بترجمة العديد من كتب الأطفال مثل بامبي فيليكس سالتن، وكوخ العم توم لهارييت بيتشر ستو، وأستريد ليندغرين بيبي ذات الجوارب الطويلة إلى السلوفينية.

## حياتها
ولدت عام 1911 في مدينة هورجول في سلوفينيا، والتي كانت جزءًا من الإمبراطورية النمساوية المجرية في ذلك الوقت. أخذت تعليمها في دير للراهبات لمدة سبع سنوات.  أثناء تعليمها في الدير كانت تُعلم الألمانية والفرنسية والإسبرانتو والاختزال. غادرت الدير في سن 17. ودَرَّسَتْ علم النفس والتربية في جامعة ليوبليانا وحصلت على لقب طبيبة عام 1939.
اعُتقلت عام 1943 لانضمامها إلى جبهة تحرير سلوفينيا في سنوات الحرب العالمية الثانية. تزوجت بعد الحرب وأنجبت طفلين. بدأت العمل كمحررة في دار كتب الشباب للنشر التي تم إنشاؤها عام 1949. واصلت هذا العمل حتى تقاعدها في عام 1973. بالإضافة إلى التحرير كتبت كتب للأطفال وترجمت العديد من الكتب.
نظرًا لدراساتها طوال حياتها في مجال أدب الأطفال، في عام 1999 قد استحقت جائزة ليفستيك التي تمنحها دار كتب الشباب للنشر منذ عام 1949. توفيت كريستينا برينكوفا في ليوبليانا في 20 نوفمبر 2009.
يتم منح الجائزة السلوفينية للكتب المصورة ويتم منحه من قبل غرفة الناشرين والمكتبات تحت اسم جائزة كريستينا بيرك منذ عام 2011.

## قائمة المراجع
1. 1 2  "Why Translation Studies Matter". John Benjamins Yayınevi, Amsterdam/Philadelhia. مؤرشف من الأصل في 2020-04-01. اطلع عليه بتاريخ 22 Mart 2020. {{استشهاد ويب}}: تحقق من التاريخ في: |تاريخ الوصول= (مساعدة)
2. ↑  "Kristina Brenkova Award". Culture.si sitesi. مؤرشف من الأصل في 2020-04-01. اطلع عليه بتاريخ 22 Mart 2020. {{استشهاد ويب}}: تحقق من التاريخ في: |تاريخ الوصول= (مساعدة)